# Nutzenergie
Nutzenergie bezeichnet den Anteil der eingesetzten Energie, der tatsächlich genutzt wird. Formen der Nutzenergie sind zum Beispiel Wärme zur Raumheizung, Kälte zur Raumkühlung, Licht zur Arbeitsplatzbeleuchtung oder mechanische Arbeit, aber auch (aus Sicht eines Kraftwerksbetreibers) die von einem Kraftwerk erzeugte elektrische Energie. Bei der eingesetzten Energie kann es sich je nach Zusammenhang um Primär- oder Endenergie handeln. Entsprechend unterscheidet sich auch die jeweilige Definition der zugehörigen Nutzenergie.
Bei einer Glühbirne ist die eingesetzte Endenergie die elektrische Energie, die sie verbraucht. Die zugehörige Nutzenergie wäre das sichtbare Licht, das die Lampe emittiert.
Bei einem Gaskraftwerk ist die eingesetzte Primärenergie das Erdgas, mit dem das Kraftwerk betrieben wird. Die zugehörige Nutzenergie ist in diesem Fall die Sekundärenergie (also die elektrische Energie, die die Energiewirtschaftler als „Strom“ bezeichnen), die das Kraftwerk erzeugt.
Bei einer Wärmepumpe ist die Nutzenergie höher als die eingesetzte Endenergie. Hier ist die eingesetzte Energie der „Strom“-Verbrauch (Endenergieverbrauch), die Nutzenergie die erzeugte Wärme.

## Nutzenergie und Energieeffizienz
Der eigentliche Nutzen einer Energieanwendung ist oft nicht eine Energieform. So ist der Nutzen bei der Beheizung eines Gebäudes nicht die zugeführte Wärme, sondern eine angenehme Raumtemperatur. Wie viel Wärmezufuhr hierfür benötigt wird, hängt unter anderem von der Qualität der Wärmedämmung des Gebäudes ab.
Auch der Nutzen eines Leuchtmittels ergibt sich nicht aus der abgestrahlten Energie, auch nicht aus dem abgestrahlten Licht im sichtbaren Bereich (einem messbaren Teil der abgestrahlten Energie), sondern aus der Helligkeit in Lumen. Dabei werden unterschiedliche Wellenlängen unterschiedlich gewichtet. Der Nutzen von Produktionsmaschinen lässt sich überhaupt nicht in Nutzenergie ausdrücken. Hier ist die Frage, wie viele Waren die Maschine pro „Menge an aufgewendeter Energie“ produziert.
Das Verhältnis von Dienstleistungs-, Waren- oder Nutzenergieertrag (Output) zur zugeführten Endenergie bezeichnet man als Energieeffizienz. Zur Bestimmung von Energieeffizienzklassen wird die Leistung (z. B. wie gut ein Wäschetrockner trocknet) und der Energieverbrauch von Geräten in standardisierten Testszenarien gemessen und verglichen.

## Nutzenergie und der Wirkungsgrad
Der Wirkungsgrad einer technischen Anlage ist definiert als Verhältnis von Nutzleistung zu eingesetzter Leistung. Für einen Elektromotor wäre die Nutzleistung die mechanische Leistung, die er an der Welle abgibt, die eingesetzte Leistung die elektrische Leistung, die dem Motor zugeführt wird. Hier ist die Nutzenergie ein Teil der zugeführten Endenergie.
Der Wirkungsgrad einer Stromerzeugungsanlage kann gleichermaßen als Verhältnis von Nutzenergie zu eingesetzter Energie definiert werden. Im Sinne der Energiedefinitionen im Rahmen einer Energiebilanz ist dann jedoch von einem Verhältnis von Sekundärenergieertrag/Primärenergieeinsatz die Rede.